# Barahona (apellido)
Barahona, Baraona o Varona (escrito en vasco Baraona y Barona) es un apellido toponímico de origen vasco.

## En España
Originario de la villa de Barahona en Castilla, Provincia de Soria, de donde se extendió en España y de ahí pasó a América.

## Etimología
La traducción de Barahona sería (en vasco bara=árbol, monte; y ona=bueno)
Según Pedro Javier Fernández - Pradel, en su obra "Linajes Vascos y Montañeses en Perú", Barahona, Baraona o Barona, significa "la buena lanza" en euskera. La partícula "on" significa bueno o buena y "a" corresponde al artículo (singular) que va al final de las palabras.

## Heráldica
Escudo Heráldico: En campo de oro cuatro bandas de gules. Bordura de gules con ocho luceros de plata. Otras fuentes citan: En campo de plata cuatro bandas de sinople.